# Hajooj Kuka
Hajooj Kuka (8 de mayo de 1984) es un cineasta y activista sudanés, fundador del colectivo de artistas demonimado Club de Refugiados y director del laureado documental Beats of the Antonov. Kuka nació en Sudán, en el seno de la etnia Mahas, pero se trasladó con su familia a Abu Dabi. Kuka ha realizado frecuentes viajes entre los Montes Nuba y el Estado del Nilo Azul para sus trabajos creativos. Actualmente reside tanto en su natal Sudán como en Kenia.

## Biografía

### Primeros años y estudios
Kuka estudió Ingeniería Eléctrica en la Universidad Americana de Beirut (AUB) y Diseño Digital en la Universidad Estatal de San José, en California. Comenzó a tomar una variedad de clases de arte que gradualmente lo llevaron a interesarse por la realización cinematográfica.

### Carrera
Kuka regresó a su país natal alrededor de 2012 y comenzó a trabajar en proyectos documentales. En 2014 su documental Beats of the Antonov sobre la guerra, la música y la identidad cultural de las comunidades de los Montes Nuba y del Estado del Nilo Azul, ganó el premio del público en el Festival Internacional de Cine de Toronto de 2014. Kuka trabajó en este documental durante dos años involucrándose con las comunidades de estas regiones, fuertemente golpeadas por la guerra. Gracias a sus esfuerzos, Kuka fue incluido en la revista Foreign Policy como uno de los principales pensadores globales de 2014 en la categoría de cronistas. También fue cofundador de un colectivo de artistas sudaneses llamado The Refugee Club, entre cuyos miembros se encuentra la cantante anglosudanesa Alsarah.
En 2018, Kuka dirigió su primer largometraje titulado Akasha, el cual se estrenó en el Festival de Cine de Venecia en agosto de 2018.

### Activismo
Kuka es un miembro activo de Girifna, un movimiento de resistencia no violenta en Sudán. Trabaja con varios activistas en el país africano y en la diáspora con el objetivo de mejorar la situación social y política en el territorio. A pesar de su postura no violenta, el gobierno sudanés lo ha detenido en varias oportunidades.
En septiembre de 2020, Kuka fue uno de los varios artistas arrestados después de que militantes religiosos atacaran un ensayo teatral en el que participaba. Varias figuras de la industria cinematográfica, incluido el productor Steven Markovitz y el director artístico del Festival Internacional de Cine de Toronto, Cameron Bailey, pidieron al gobierno sudanés que liberara inmediatamente a Kuka y a los otros artistas.

## Filmografía destacada
- 2014 - Beats of the Antonov (cortometraje)
- 2018 - Akasha (largometraje)